# Cổ, Lâm Phần
Cổ (chữ Hán giản thể:古县, âm Hán Việt: Cổ huyện) là một huyện thuộc địa cấp thị Lâm Phần, tỉnh Sơn Tây, Cộng hòa Nhân dân Trung Hoa. Huyện Cổ nằm ở ở phía nam chân Thái Nhạc Sơn, ở trung thượng lưu của sông Phần. Huyện có diện tích 1206,38 km², chiều dài bắc-nam 56,85 km, đông-tây 20,05 km. Huyện cổ dân số 90.000 người. Huyện Cổ 4 trấn và 3 hương.